# الحوية (ريمة)

تعديل مصدري - تعديل

قرية الحوية  هي إحدى قرى عزلة رماع الواقعة ضمن مديرية الجعفرية التابعة لمحافظة ريمة، بلغ تعداد سكانها (161) نسمة حسب تعداد اليمن لعام 2004.

## المحلات التابعة للقرية
- الحنكة
- شعب السادة

## روابط خارجية
- الدليل الشامــل